# 長門市立浅田小学校
長門市立浅田小学校（ながとしりつあさだしょうがっこう）は、山口県長門市にある公立小学校。

## 行事
- 入学式
- 一年生を迎える会
- 田植え
- 稲刈り
- 脱穀
- 田圃の草取り
- PTA活動
- 秋の感謝祭
- しめ縄づくり
- 書初め大会
- 六年生を送る会
- 卒業式

その他多数

## 周辺
- 国道191号
- 大隅ゴルフガーデン
- サンマート三隅店
- フジミツ三隅工場
- 山口県道287号長門三隅線（北浦街道）
- 沢江郵便局
- 仙崎湾